# Липино (Псковская область)
Липино — деревня в Великолукском районе Псковской области России. Входит в состав сельского поселения «Переслегинская волость».
Расположена на западе района, в 7 км от райцентра Великие Луки.
Постоянное население по оценке на 2000 год в деревне отсутствовало.